# Ägyptische Biene
Die Ägyptische Biene (Apis mellifera lamarckii) ist eine Unterart der Honigbiene, die im Niltal in Ägypten und dem Sudan heimisch ist. Sie wurde nach Jean-Baptiste Lamarck benannt. Ein veralteter Name ist Apis fasciata (Latreille 1804). Imkerei im Alten Ägypten mit dieser Unterart der Honigbiene gab es wohl schon um das Jahr 3000 v. Chr.

## Beschreibung
Apis mellifera lamarckii  ist eine kleine und dunkle Unterart der Westlichen Honigbiene mit gelbem Abdomen. Sie baut kleinere Kolonien als ihre Verwandten in Europa. Sie sammelt kein Propolis und formt, wenn sie in kältere Regionen verbracht wird, auch keine Wintertraube zur Thermoregulation. Die Biene bevorzugt ein warmes Klima und Wasser. Aus diesem Grund ist vor allem das Nildelta gut für die Bienenhaltung geeignet, wo auch das Wasser reichlich vorhanden ist.
In den letzten 20 Jahren wurde die Ägyptische Biene in ihren beiden Heimatländern weitgehend verdrängt. Während 1995 noch ca. 96.000 Völker dieser Rasse gehalten wurden, ist ihre Zahl 2005 auf 15.500 Völker gesunken.
Die Lamarkii ist gegenüber dem Parasiten Varroamilbe tolerant und akut vom Aussterben bedroht. 

## Dokumentarfilm
- Wunderbiene am Nil: Ein deutscher Imker auf Mission gegen das Bienensterben, ARTE, 2022.